# François Clary
François Clary (24. února 1725, Marseille – 20. ledna 1794, Marseille) byl bohatý irsko-francouzský obchodník.
Prostřednictvím svých dcer, španělské a neapolské královny Julie Claryové a švédské a norské královny Désirée Claryové, je předkem mnoha evropských panovníků.

## Biografie
François Clary se narodil 24. února 1725 v Saint-Ferréol v Marseille v Bouches-du-Rhône ve Francouzském království jako syn Josepha Claryho (1693–1748) a jeho manželky Françoise Agnès Ammoricové (1705–1776), kteří se vzali 27. února 1724 v Marseille. Jeho otec byl irského původu. Jeho prarodiči byli Jacques Clary (1673–1696) a Catherine Barosseová (1673–1757), kteří se vzali 24. listopadu 1690 v Marseille. Jeho praprarodiči byli Antoine Clary a Marguerite Canolleová. 
Žil v Marseille, kde působil jako obchodník. Obchodem s kávou a dalšími koloniálními produkty získal velké bohatství. Zemřel 20. ledna 1794 v Marseille ve Francouzské republice ve věku 68 let.

## Manželství a děti
Dne 13. dubna 1751 se v Église Notre-Dame-des-Accoules v Marseille oženil se svou první manželkou Gabrielle Fléchonovou (1732–1758). Měli čtyři děti:
- François-Joseph Clary (31. ledna 1752 – 4. ledna 1753), zemřel mladý
- Marie-Jeanne Claryová (24. dubna 1754 – květen 1815), poprvé si vzala Louise Honoré Lejeanse (1734–1794) a podruhé Emmanuela Mathieu Pézenase, barona de Pluvinal (1754–1841)
- Marie Thérèse Catherine Claryová (2. září 1755 – 1. listopadu 1818), provdala se za Lazare Lejeanse (1738–1803)
- Étienne François Clary (8. srpna 1757 – 25. března 1823), oženil se s Marcelle Gueyovou († 1804)

Gabrielle Fléchonová zemřela 3. května 1758. Dne 26. června 1759 se oženil se svou druhou manželkou Françoise Rose Somisovou (30. srpna 1737, Marseille – 28. ledna 1815, Paříž), dcerou Josepha Ignace Somise a Catherine Rose Soucheironové, v Église Saint-Ferréol les Augustins v Marseille. Měli devět dětí.
- Joseph Nicolas Clary, 1er comte Clary et de l'Empire (26. března 1760 – 6. června 1823) oženil se s Anne Jeanne Rouyerovou (1791–1820
- Joseph Honoré Clary (11. června 1762 – 23. července 1764), zemřel mladý
- Marie Anne Rose Claryová (25. dubna 1764 – 19. dubna 1835), provdala se za Antoine-Ignace Anthoine, barona de Saint-Joseph (1749–1826), starostu Marseille
- Marseille Claryová (25. dubna 1764 – 22. března 1784), neprovdaná
- Justinien François Clary (15. dubna 1766 – 12. listopadu 1794), neoženěný
- Catherine Honorine Claryová (19. února 1769 – 18. března 1843), provdala se za Henriho Josepha Gabriela Blaita de Villeneufve (* 1748)
- Marie Julie Claryová (26. prosince 1771 – 7. dubna 1845), provdala se za neapolského a sicilského krále (vládl 1806–1808), španělského a indického krále (vládl 1808–1813) a staršího bratra Napoleona Bonaparte Josefa Bonaparte (1768–1844)
- Basile Clary (12. ledna 1774 – 16. června 1781), zemřel mladý
- Bernardine Eugénie Désirée Claryová (8. listopadu 1777 – 17. prosince 1860), v roce 1795 se zasnoubila s Napoleonem Bonapartem, ale ten v témže roce zasnoubení zrušil; následně se provdala za švédského a norského krále Karla XIV. Jana Švédského (1763–1844; vládl 1818–1844)

## Potomci
François Clary a Françoise Rose Somisová měli 19 vnoučat. Patří mezi ně:
- Oskar I. Švédský (1799–1859; vládl 1844–1859), švédský a norský král, oženil se s Joséphine de Beauharnais (1807–1876), dcerou Evžena de Beauharnais a Augusty Bavorské
- Zénaïde Bonapartová (1801–1854), provdala se za Charlese Luciena Bonaparte (1803–1857), syna Luciena Bonaparte a Alexandriny de Bleschamp
- Šarlota Bonapartová (1802–1839), provdala se za Napoleona Ludvíka Bonaparte (1804–1831), syna Ludvíka Bonaparte a Hortense de Beauharnais

Prostřednictvím Oskara I. Švédska jsou François Clary a Françoise Rose Somisová předky mnoha evropských panovníků a princů, včetně:
- Karel XVI. Gustav Švédský (* 1946; vládl 1973–dosud), švédský král
- Harald V. Norský (* 1937; vládl 1991–dosud), norský král
- Jindřich I. Lucemburský (* 1955; vládl 2000–dosud), lucemburský velkovévoda
- Filip Belgický (* 1960; vládl 2013–dosud), král Belgičanů
- Frederik X. Dánský (* 1968; vládl 2024–dosud), dánský král